# Кафтан Микола Зіновійович
Микола Зіновійович Кафтан (нар. 22 грудня 1978, м. Тернопіль) — український художник, педагог.

## Життєпис
Микола Кафтан народився 22 грудня 1978 року в місті Тернополі.
Навчався в Тернопільських загальноосвітніх школах №№ 19, 26, 27 та художній школі імені Михайла Бойчука. Закінчив Тернопільський кооперативний технікум (1998, спеціальність «Художник-оформлювач з реклами»), Рівненський державний гуманітарний університет (2005, спеціальність «Образотворче та декоративно-прикладне мистецтво»). Малював графічні портрети й дружні шаржі на вулицях Львова та Тернополя.
У 2007—2015 роках працював учителем малювання Тернопільської школи народних ремесел.

## Творчість
Персональні виставки в Тернополі (2011, 2020), Збаражі (2017), Бережанах (2018).
2023 року на фасаді Тернопільської загальноосвітньої школи № 6 імені Назарія Яремчука створив мурал з портретом українського співака Назарія Яремчука.

## Родина
Від 2000 року одружений, дружина Ірина Кафтан — українська художниця, педагог.

## Нагороди
- лауреат Всеукраїнської літературно-мистецької премії імені Братів Богдана та Левка Лепких (2018) — за вагомий внесок у розбудову культурно-мистецького простору Тернопілля, розвиток образотворчого мистецтва, залучення учнівської та студентської молоді до активного творчого життя, популяризацію образів Богдана Лепкого та учасників Революції Гідності й АТО[3][4];
- дипломант XIX Львівського осіннього салону «Високий замок 2015»;
- дипломант II ступеня на виставці-конкурсі серед аматорів образотворчого мистецтва Тернопільської області (2016).